# Néstor Togneri
Néstor Rubén Togneri (* 27. November 1942 in San Martín, Buenos Aires; † 8. Dezember 1999 ebenda) war ein argentinischer Fußballspieler, der auf Vereinsebene mit Estudiantes de La Plata zwischen 1968 und 1970 dreimal in Serie die Copa Libertadores gewinnen konnte. Ferner nahm er mit der Nationalmannschaft seines Heimatlandes an der Fußball-Weltmeisterschaft 1974 in Deutschland teil.

## Karriere

### Vereinskarriere
Néstor Togneri wurde am 27. November 1942 in San Martín, einer Ortschaft in der Provinz Buenos Aires, geboren. Mit dem Fußballspielen begann er in der direkten Nachbarschaft beim Club Atlético Platense, wo ihm 1964 mit 22 Jahren die Aufnahme in die erste Mannschaft glückte. Fortan spielte Togneri drei Jahre lang für Platense, das sich damals in der höchsten argentinischen Spielklasse befand, und brachte es in dieser Zeit auf 92 Ligaspiele mit einem Torerfolg.
Zur Saison 1968 wechselte Néstor Togneri erstmals den Verein und spielte in der Folge für Estudiantes de La Plata. Bei Estudiantes war er Teil der Mannschaft des Vereins, die – als argentinischer Meister 1967 startberechtigt – nach einem Halbfinalerfolg über den Racing Club ins Endspiel der Copa Libertadores vordrang. Dort zeigte sich die Mannschaft von Trainer Osvaldo Zubeldía um Spieler wie Carlos Bilardo und Juan Ramón Verón gegen Palmeiras São Paulo mit 2:0 im Entscheidungsspiel erfolgreich uns holte zum ersten Mal überhaupt die Copa Libertadores nach La Plata. Durch den Sieg in der Copa Libertadores war man auch teilnahmeberechtigt am Spiel um den Weltpokal. Dort behielt man mit 1:0 und 1:1 gegen den englischen Vertreter und Sieger im Europapokal der Landesmeister 1967/68, Manchester United, die Oberhand. Während Néstor Togneri in den Endspielen um die Copa Libertadores 1968 nur Ersatzspieler war, fungierte er in den Weltpokalspielen schon als Stammkraft und hatte somit einen nicht zu verachtenden Anteil an diesem Erfolg.
Als Titelverteidiger war Estudiantes auch für die Copa Libertadores 1969 qualifiziert, setzte sich dort im Halbfinale gegen den chilenischen Verein Universidad Católica durch und stand somit erneut im Endspiel, wo diesmal als Gegner Nacional Montevideo aus Uruguay wartete. Mit 1:0 und 2:0 setzte sich Zubeldías Mannschaft durch und konnte den Vorjahreserfolg verteidigen. Néstor Togneri wurde dabei in beiden Finalspielen über die gesamte Spielzeit eingesetzt. Im anschließenden Weltpokalspiel lief es hingegen nicht so gut, man unterlag dem AC Mailand mit 0:3 und 2:1.
Auch in der Copa Libertadores 1970 zeigte sich Estudiantes de La Plata wieder sehr erfolgreich. Nach einem Halbfinaltriumph über CA River Plate traf man im Endspiel erneut auf eine Mannschaft aus Uruguay, diesmal auf Rekordmeister CA Peñarol. Nach einem 1:0-Erfolg im Heimspiel im Estadio Jorge Luis Hirschi reichte dem Team um Spieler wie Carlos Bilardo, Jorge Solari oder Rubén Pagnanini ein torloses Remis im Rückspiel in Montevideo, um zum dritten Mal in Serie den wichtigsten Wettbewerb für Vereinsmannschaften in Südamerika gewinnen zu können. Dieser Titel war zugleich der letzte große Erfolg jener Mannschaft von Estudiantes Ende der 1960er-Jahre. Nachdem man im Weltpokal gegen Feyenoord Rotterdam unterlegen war und im Ligabetrieb seit 1967 keine weitere Meisterschaft gefeiert werden konnte, endete auch die Siegesserie im Libertadores-Cup in der Ausgabe 1971, als im Endspiel Nacional Montevideo eine zu große Hürde darstellte. Bereits ein Jahr zuvor hatte Erfolgstrainer Zubeldía seinen Abschied aus La Plata verkündet.
Néstor Togneri spielte noch bis 1975 im Trikot von Estudiantes de La Plata und machte in seiner Estudiantes-Zeit insgesamt 261 Ligaspiele mit fünf Torerfolgen. 1975 verließ er den Verein und schloss sich für ein Jahr Quilmes AC an, wo er noch 46 Ligaspiele ohne Tor bestritt und danach seine aktive Laufbahn im Alter von 34 Jahren beendete.

### Nationalmannschaft
Im Jahr 1974 machte Néstor Togneri ein Länderspiel für die argentinische Fußballnationalmannschaft. Von Nationalcoach Vladislao Cap wurde er ins Aufgebot der Südamerikaner für die Fußball-Weltmeisterschaft 1974 in Deutschland berufen. Bei dem Turnier wurde Togneri jedoch nicht eingesetzt. Die argentinische Mannschaft indes erreichte die zweite Gruppenphase, schied dort dann allerdings als Letzter hinter den Niederlanden, Brasilien und der DDR sieglos aus.

## Erfolge
- Weltpokal: 1×

1968 mit Estudiantes de La Plata
- Copa Libertadores: 3×

1968, 1969 und 1970 mit Estudiantes de La Plata
- Copa Interamericana: 1×

1968 mit Estudiantes de La Plata